# Заринская, Мария Фёдоровна
Мари́я Фёдоровна Зари́нская (урождённая Крюгер; 20 января [1 февраля] 1900, Санкт-Петербург — 14 сентября 1989, Ленинград) — советский хоровой дирижёр, педагог. Организатор (1944) и бессменный художественный руководитель детского, позднее Академического женского хора, после смерти Заринской названного её именем. Заслуженный работник культуры РСФСР (1965).

## Биография
Отец — Фёдор Эдуардович (Фридрих Якоб Вильгельм) Крюгер (1863—1921), архитектор, происходил из немецкого рода, известного в России ещё с XVIII века. Мать, Мария Андреевна (урождённая Васильева) окончила Педагогические курсы петербургских женских гимназий со званием домашней наставницы.
Мария родилась 1 февраля (19 января) 1900 года на 8-й линии Васильевского острова Санкт-Петербурга, в построенном по проекту её отца доме. Дома детей учили музыке, приучали к труду. Сергей стал военным моряком, Владимир — инженером-конструктором в Институте метрологии. Мария и Надежда по окончании частной гимназии М. Д. Могилянской учились в Петроградской консерватории, затем окончили Институт истории искусств. Надежда Крюгер (Щиголева) стала пианисткой.
Мария в консерватории занималась в сольном классе Медеи Фигнер. В 1919—1925 годах она преподавала русский язык и хоровое пение в 217-й школе (бывшей школе Карла Мая) и в Петришуле, с 1924 года совмещала это с работой методистом Василеостровского района по всем видам эстетического воспитания. В 1928—1929 годах М. Ф. Заринская читала курс методики музыкального воспитания в ЛГПИ имени Герцена, затем преподавала в Ленинградской консерватории.
В 1932 году создала первый методический кабинет по музыкальному воспитанию (в Доме художественного воспитания детей, с 1937 года — во Дворце пионеров), которым руководила до 1960 года (с перерывом в 1941—1944 годах, когда была в эвакуации).
В 1944 году Мария Фёдоровна организовала при Дворце пионеров детский хор, который впоследствии стал молодёжным, а затем взрослым (в 1960 году став хором Дома культуры им. Капранова); до конца жизни она была художественным руководителем хора. Среди её воспитанников — Елена Образцова, Надежда Юренева, Макар Алпатов, Тамара Новиченко. Её ученица Ирина Кулешова возглавила хор после смерти Марии Фёдоровны.
Автор большого количества брошюр, статей, музыкальных сборников, музыкальных обработок для детского и женского хоров. Среди статей — «От детского хора до народного коллектива» (1978), в которой Заринская обобщила свой опыт работы с хором.
Трагически погибла 14 сентября 1989 года. Похоронена на Богословском кладбище Санкт-Петербурга.

Могила Заринской на Богословском кладбище Санкт-Петербурга.

## Награды
- Заслуженный работник культуры РСФСР (31 мая 1965)[2]
- Орден «Знак Почёта» (21 июня 1957) — в ознаменование 250-летия города Ленинграда и отмечая заслуги трудящихся города в развитии промышленности, науки и культуры[3]
- Медаль «За оборону Ленинграда» (1958)
- Медаль «За доблестный труд в Великой Отечественной войне 1941—1945 гг.» (1958)
- Знак «Отличник народного просвещения» (1952)